# Drugi obieg wydawniczy

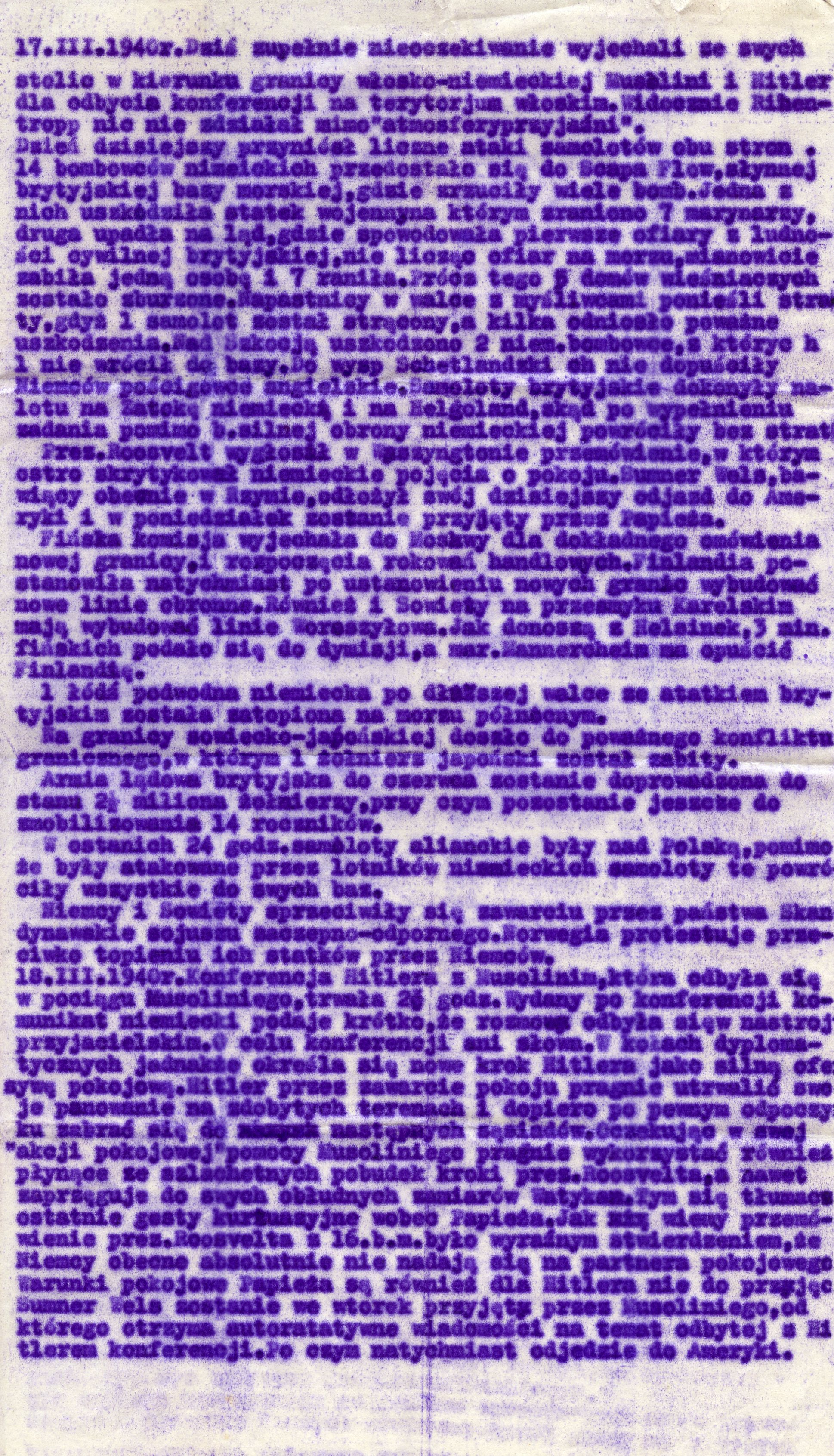
Polska podziemna ulotka informacyjna z okresu II wojny światowej (1940)

Drugi obieg wydawniczy (również obieg niezależny albo bibuła) – istniejący w Polsce od połowy lat 70. obieg niecenzurowanych publikacji.
Były to publikacje bezdebitowe, czyli bez dopuszczenia do rozpowszechniania przez stosowny urząd (w Polsce do 1989 był to Główny Urząd Kontroli Publikacji i Widowisk). Bywały wydawane w nakładach od kilkunastu kopii do kilku, a nawet kilkudziesięciu tysięcy egzemplarzy przez podziemne wydawnictwa lub przez osoby prywatne. W Polsce niektóre z takich nielegalnych instytucji po roku 1989 przekształciły się w jawne i prosperujące instytucje wydawnicze (np. „NOWA”).
W ZSRR takie publikacje nosiły nazwę „samizdat”. Termin ten pochodzi z lat czterdziestych, kiedy to poeta Nikołaj Głazkow użył go dla nazwania rozpowszechnianych w formie maszynopisów zbiorów swoich poezji. Nazwa „samizdat” została powszechnie przyjęta dla określenia wydawnictw podziemnych w publikacjach anglojęzycznych, gdy pod tym właśnie tytułem została w Nowym Jorku zorganizowana wystawa sztuki dysydenckiej.
Wydawnictwami podziemnymi nazywany jest także funkcjonujący w Polsce latach 80. trzeci obieg.

## Historia drugiego obiegu
We wczesnych stadiach rozwoju (ZSRR w latach 20., PRL lat 60. i początku 70. XX w.) wydawnictwa podziemne były tworzone spontanicznie, przez osoby prywatne lub niewielkie grupy osób. Również w latach 1944–1953, pod rządami komunistycznymi w Polsce, podziemie niepodległościowe wydawało niezależne publikacje. Najczęściej odbywało się to przy użyciu bardzo prymitywnej techniki (maszyna do pisania z kilkoma kopiami, ew. ręczne przepisywanie), a publikowane teksty były tworzone samorzutnie, bądź przedrukowywane np. z wydawnictw emigracyjnych. Jednym z takich przedsięwzięć było wydawany przez nielegalną organizację Ruch od września 1969 do czerwca 1970 czasopismo „Biuletyn”.
Z powodu prześladowań policyjnych, infiltracji agenturalnej oraz obowiązującego w totalitarnych państwach systemu kontroli handlu papierem, farbą i maszynami drukarskimi wydawnictwa niezależne nie zdołały nigdy uzyskać dużego zasięgu, z wyjątkiem PRL w drugiej połowie lat 80.
W latach 60. i 70. władze sowieckie częściowo tolerowały rosyjski samizdat ze względu na bardzo niewielki zasięg przepisywanych tekstów, ograniczony praktycznie do elit intelektualnych Moskwy i ówczesnego Leningradu.

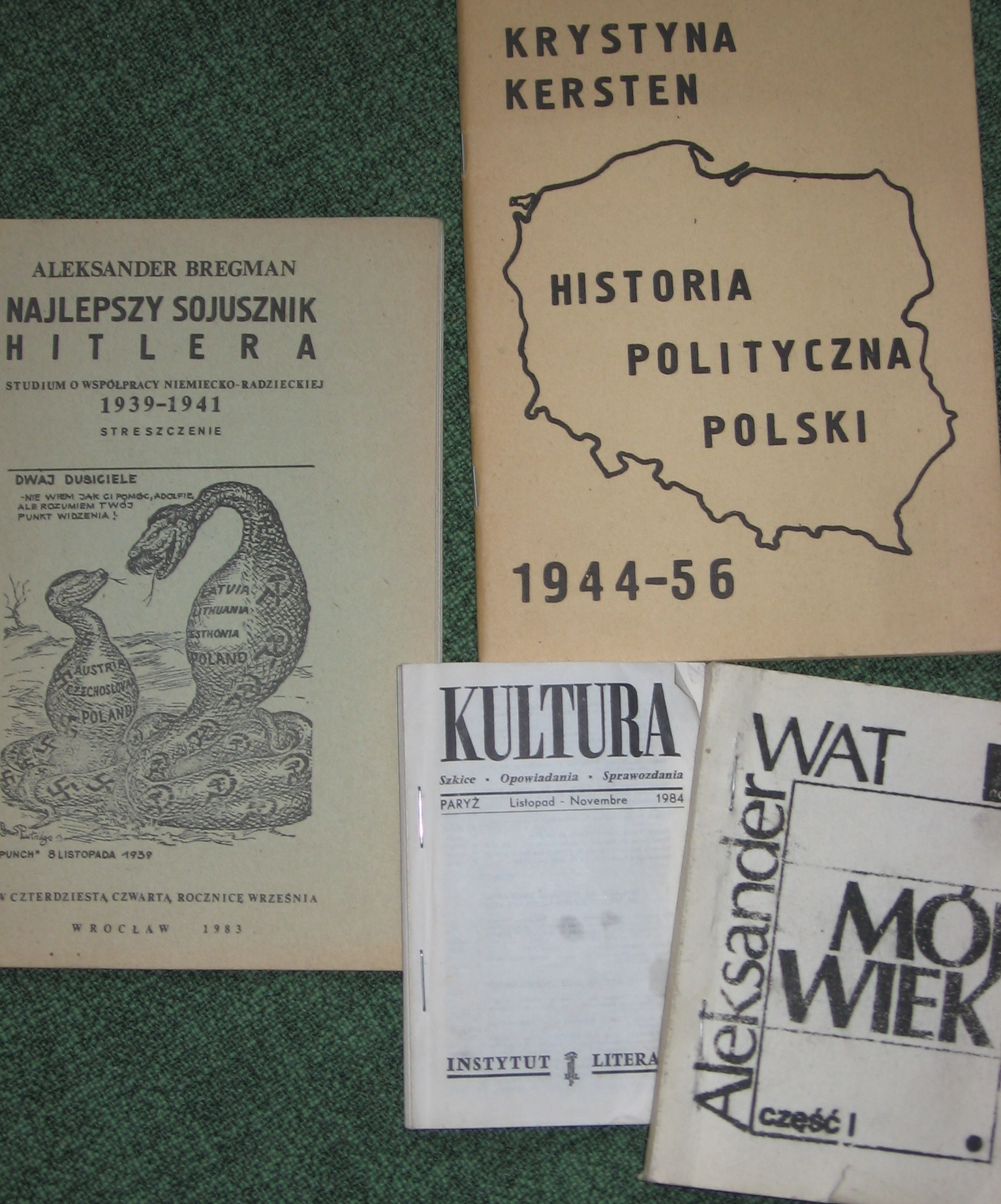
Polskie książki i broszury podziemne z lat 80.; wśród nich – reprint paryskiej „Kultury”

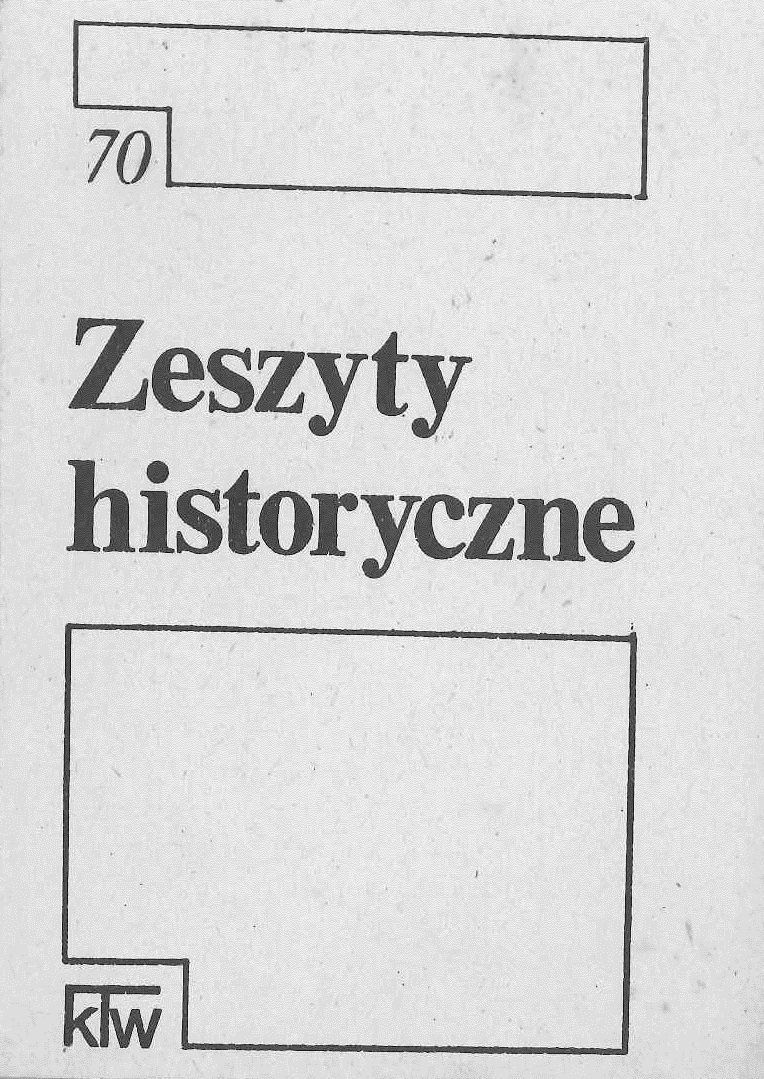
Nr 70 „Zeszytów Historycznych” wydanych przez KTW w porozumieniu z Instytutem Literackim

### Polski drugi obieg od końca lat 70.
W Polsce wydawnictwa drugiego obiegu zaczęły ukazywać się w połowie lat 70. XX wieku. Były one inspirowane powstającymi wówczas niezależnymi organizacjami i partiami politycznymi (Ruch Obrony Praw Człowieka i Obywatela, Konfederacja Polski Niepodległej, Komitet Obrony Robotników). Do istniejących wcześniej pism „Tu Polska”, „Spotkania”, „Robotnik”, niezależne organizacje i partie dodawały swoje – „Opinia”, „Droga”, „Gospodarz”, „Bratniak”, „Komunikat KOR”. W latach 1976–1980 wydano prawie 200 tytułów czasopism. W latach 1980–1981 w okresie działalności legalnej „Solidarności” na rynku funkcjonowało około 160 wydawnictw i drukarzy, którzy wydali ogółem około 2,5 tysiąca tytułów książek oraz ponad 3 tysiące tytułów czasopism.
Po wprowadzeniu stanu wojennego 13 grudnia 1981 roku ruch wydawniczy nie zamarł, a wręcz przeciwnie – powiększył się. Od 1981 do 1988 roku ukazało się ponad 4,5 tysiąca tytułów książkowych oraz około 2 tysięcy tytułów czasopism. Najwięcej książek i broszur (636 pozycji) ukazało się w 1983 roku. Największy nakład osiągnął wrocławski tygodnik „Z dnia na dzień” (43 tys. egzemplarzy). Pisma studenckie ukazywały się w nakładach od 0,5 do 10 tysięcy egzemplarzy, a uczniowskich do 2 tysięcy egzemplarzy. Największą grupę stanowiły czasopisma ukazujące się nieregularnie. Przypuszcza się, że stały kontakt z wydawnictwami drugiego obiegu w latach 80. miało do 100 tysięcy osób, natomiast do 250 tysięcy osób miało kontakt nieregularny i sporadyczny.
Przełomem było zorganizowanie się w PRL podziemnego ruchu wydawniczego inspirowanego przez ROPCiO i KOR powstałego po Czerwcu '76, we wrześniu 1976 roku. Wtedy to niezależną działalnością wydawniczą zajął się Mirosław Chojecki, który odpowiadał za powielanie Komunikatu „KOR” i Biuletynu Informacyjnego „KOR”. We wrześniu 1977 Chojecki stworzył Niezależną Oficynę Wydawniczą „NOWa”, największe działające poza cenzurą wydawnictwo. W efekcie spontanicznego rozwoju oraz pomocy spoza PRL doszło do częściowej „profesjonalizacji” samizdatu i utworzenia oficyn zawodowo trudniących się podziemnym drukiem opartym w znacznej mierze na materiałach i sprzęcie kradzionych instytucjom państwowym oraz przemycanych spoza PRL.
Dominowały druk na powielaczach z matrycami białkowymi i woskowymi, sitodruk oraz druk offsetowy. Największe nakłady (przekraczające 100 tys. egzemplarzy) realizowano w drukarniach opierających się na „ręcznej” technice sitodruku. Nakłady prasy i książek np. wydawnictwa „Nowa” rzadko przekraczały 4–5 tys. egzemplarzy. Żelazną zasadą podziemnego drukarstwa było (częściowo przestrzeganą nawet w czasach legalnego istnienia „Solidarności”) utrzymywanie w największej tajemnicy lokalizacji i zasad pracy podziemnych drukarni; w opracowywaniu sposobów ich ukrywania pomagali m.in. żyjący jeszcze w latach 70. fachowcy z AK. Dzięki temu straty z powodu wpadek drukarni w latach 70. były minimalne.
Rozproszenie i zagubienie większej części opozycyjnych organizacji na początku stanu wojennego spowodowały konfiskatę ogromnej ilości sprzętu drukującego (choć ten moment był impulsem do rozpoczęcia działalności, m.in. Krakowskiego Towarzystwa Wydawniczego). Sytuacja zaczęła się zmieniać w już w 1983, po ustabilizowaniu kanałów przerzutowych materiałów i sprzętu z Zachodu, a także wskutek powoli rosnącej tolerancji władz PRL wobec zorganizowanej opozycji. W 1983 r. liczba tytułów wydanych przez podziemny ruchu wydawniczego wzrosła z około 150 tysięcy publikacji do ponad 600 tysięcy. Bezpośrednio przed 1989 rokiem przeciętne duże wydawnictwo podziemne (takie jak np. „Tygodnik Mazowsze”) dysponowało kilkoma lub kilkunastoma powielaczami bardzo wysokiej klasy, a także sprzętem tak na owe czasy nowoczesnym jak składopisy, a nawet komputery domowe. Dzięki temu natychmiast po praktycznym zniesieniu cenzury możliwa była organizacja już legalnych redakcji i wydawnictw opozycyjnych.